# Zedd/Diskografie
Diese Diskografie ist eine Übersicht über die musikalischen Werke des deutsch-russischen Electro-House- und Dubstep-Musikers Zedd. Den Quellenangaben und Schallplattenauszeichnungen zufolge hat er bisher mehr als 65,3 Millionen Tonträger verkauft, davon alleine in seiner Heimat Deutschland über 1,8 Millionen. Seine erfolgreichste Veröffentlichung ist die Single The Middle mit über 9,9 Millionen verkauften Einheiten.

## Alben

### Studioalben
| Jahr | Titel Musiklabel                     | Höchstplatzierung, Gesamtwochen, AuszeichnungChartplatzierungen (Jahr, Titel, Musiklabel, Platzierungen, Wochen, Auszeichnungen, Anmerkungen) | Höchstplatzierung, Gesamtwochen, AuszeichnungChartplatzierungen (Jahr, Titel, Musiklabel, Platzierungen, Wochen, Auszeichnungen, Anmerkungen) | Höchstplatzierung, Gesamtwochen, AuszeichnungChartplatzierungen (Jahr, Titel, Musiklabel, Platzierungen, Wochen, Auszeichnungen, Anmerkungen) | Höchstplatzierung, Gesamtwochen, AuszeichnungChartplatzierungen (Jahr, Titel, Musiklabel, Platzierungen, Wochen, Auszeichnungen, Anmerkungen) | Höchstplatzierung, Gesamtwochen, AuszeichnungChartplatzierungen (Jahr, Titel, Musiklabel, Platzierungen, Wochen, Auszeichnungen, Anmerkungen) | Höchstplatzierung, Gesamtwochen, AuszeichnungChartplatzierungen (Jahr, Titel, Musiklabel, Platzierungen, Wochen, Auszeichnungen, Anmerkungen) | Anmerkungen                                                 |
| Jahr | Titel Musiklabel                     | DE | AT | CH | UK | US | Dance | Anmerkungen                                                 |
| ---- | ------------------------------------ | --- | --- | --- | --- | --- | --- | ----------------------------------------------------------- |
| 2012 | Clarity Interscope Records (UMG)     | — | — | — | — | US38 Platin · (23 Wo.)US | Dance2 (81 Wo.)Dance | Erstveröffentlichung: 2. Oktober 2012 Verkäufe: + 1.177.500 |
| 2015 | True Colors Interscope Records (UMG) | DE50 (1 Wo.)DE | — | CH68 (1 Wo.)CH | UK42 (1 Wo.)UK | US4 Gold · (20 Wo.)US | Dance1 (44 Wo.)Dance | Erstveröffentlichung: 15. Mai 2015 Verkäufe: + 580.000      |
| 2024 | Telos Interscope Records (UMG)       | — | — | — | — | — | — | Erstveröffentlichung: 30. August 2024                       |

### Kompilationen
| Jahr | Titel Musiklabel                | Anmerkungen                                                                            |
| ---- | ------------------------------- | -------------------------------------------------------------------------------------- |
| 2017 | Stay + Interscope Records (UMG) | Erstveröffentlichung: 27. Dezember 2017 Verkäufe: + 5.000; nur in Japan veröffentlicht |

## Singles

### Als Leadmusiker
| Jahr | Titel Album                                     | Höchstplatzierung, Gesamtwochen, AuszeichnungChartplatzierungen (Jahr, Titel, Album, Platzierungen, Wochen, Auszeichnungen, Anmerkungen) | Höchstplatzierung, Gesamtwochen, AuszeichnungChartplatzierungen (Jahr, Titel, Album, Platzierungen, Wochen, Auszeichnungen, Anmerkungen) | Höchstplatzierung, Gesamtwochen, AuszeichnungChartplatzierungen (Jahr, Titel, Album, Platzierungen, Wochen, Auszeichnungen, Anmerkungen) | Höchstplatzierung, Gesamtwochen, AuszeichnungChartplatzierungen (Jahr, Titel, Album, Platzierungen, Wochen, Auszeichnungen, Anmerkungen) | Höchstplatzierung, Gesamtwochen, AuszeichnungChartplatzierungen (Jahr, Titel, Album, Platzierungen, Wochen, Auszeichnungen, Anmerkungen) | Höchstplatzierung, Gesamtwochen, AuszeichnungChartplatzierungen (Jahr, Titel, Album, Platzierungen, Wochen, Auszeichnungen, Anmerkungen) | Anmerkungen                                                                                   |
| Jahr | Titel Album                                     | DE | AT | CH | UK | US | Dance | Anmerkungen                                                                                   |
| ---- | ----------------------------------------------- | --- | --- | --- | --- | --- | --- | --------------------------------------------------------------------------------------------- |
| 2010 | The Anthem –                                    | — | — | — | — | — | — | Erstveröffentlichung: 4. Mai 2010                                                             |
| 2011 | Autonomy –                                      | — | — | — | — | — | — | Erstveröffentlichung: 7. Februar 2011                                                         |
| 2011 | The Legend of Zelda –                           | — | — | — | — | — | — | Erstveröffentlichung: 21. März 2011                                                           |
| 2011 | Dovregubben –                                   | — | — | — | — | — | — | Erstveröffentlichung: 31. Mai 2011                                                            |
| 2011 | Shave It Clarity                                | — | — | — | — | — | — | Erstveröffentlichung: 4. Oktober 2011                                                         |
| 2011 | Stars Come Out –                                | — | — | — | — | — | — | Erstveröffentlichung: 22. November 2011 feat. Heather Bright                                  |
| 2012 | Slam the Door –                                 | — | — | — | — | — | — | Erstveröffentlichung: 3. Januar 2012                                                          |
| 2012 | Shotgun –                                       | — | — | — | — | — | — | Erstveröffentlichung: 27. März 2012                                                           |
| 2012 | Spectrum Clarity                                | DE80 (1 Wo.)DE | AT30 (10 Wo.)AT | — | — | US— PlatinUS | Dance10 (20 Wo.)Dance | Erstveröffentlichung: 4. Juni 2012 Verkäufe: + 1.065.000; feat. Matthew Koma                  |
| 2012 | Human –                                         | — | — | — | — | — | — | Erstveröffentlichung: 31. Juli 2012 mit Nicky Romero                                          |
| 2012 | Clarity                                         | DE94 Gold · (2 Wo.)DE | — | — | UK27 Platin · (14 Wo.)UK | US8 ×6Sechsfachplatin · (33 Wo.)US | Dance2 (52 Wo.)Dance | Erstveröffentlichung: 12. November 2012 Verkäufe: + 7.620.000; feat. Foxes                    |
| 2013 | Push Play Clarity (Deluxe Edition)              | — | — | — | — | — | — | Erstveröffentlichung: 24. Oktober 2013 feat. Miriam Bryant                                    |
| 2013 | Stay the Night Clarity (Deluxe Edition)         | DE15 Gold · (19 Wo.)DE | AT12 Gold · (17 Wo.)AT | CH56 (5 Wo.)CH | UK2 Gold · (12 Wo.)UK | US18 ×2Doppelplatin · (22 Wo.)US | Dance2 (34 Wo.)Dance | Erstveröffentlichung: 10. September 2013 Verkäufe: + 3.024.000; feat. Hayley Williams         |
| 2014 | Find You Die Bestimmung – Divergent (O.S.T.)    | — | — | — | — | US— GoldUS | Dance10 (24 Wo.)Dance | Erstveröffentlichung: 26. Januar 2014 Verkäufe: + 585.000; feat. Matthew Koma & Miriam Bryant |
| 2015 | I Want You to Know True Colors                  | DE39 Gold · (19 Wo.)DE | AT36 (14 Wo.)AT | CH48 (18 Wo.)CH | UK14 Silber · (8 Wo.)UK | US17 ×2Doppelplatin · (16 Wo.)US | Dance1 (26 Wo.)Dance | Erstveröffentlichung: 23. Februar 2015 Verkäufe: + 2.695.000; feat. Selena Gomez              |
| 2015 | Beautiful Now True Colors                       | — | — | — | — | US64 Platin · (14 Wo.)US | Dance5 (26 Wo.)Dance | Erstveröffentlichung: 13. Mai 2015 Verkäufe: + 1.305.000; feat. Jon Bellion                   |
| 2015 | Papercut True Colors                            | — | — | — | — | — | Dance31 (2 Wo.)Dance | Erstveröffentlichung: 17. Juli 2015 feat. Troye Sivan                                         |
| 2016 | Candyman Stay +                                 | — | — | — | — | US— GoldUS | Dance12 (22 Wo.)Dance | Erstveröffentlichung: 26. Februar 2016 Verkäufe: + 500.000; feat. Aloe Blacc                  |
| 2016 | True Colors True Colors (Version mit Tim James) | — | — | — | UK78 (1 Wo.)UK | US74 (1 Wo.)US | — | Erstveröffentlichung: 29. April 2016 Verkäufe: + 52.000; mit Kesha                            |
| 2016 | Adrenaline Stay +                               | — | — | — | — | — | Dance38 (1 Wo.)Dance | Erstveröffentlichung: 2. September 2016 mit Grey                                              |
| 2016 | Ignite Stay +                                   | — | — | — | — | — | Dance16 (2 Wo.)Dance | Erstveröffentlichung: 23. September 2016 feat. Riot Games                                     |
| 2017 | Stay Stay +                                     | DE13 Platin · (24 Wo.)DE | AT6 Gold · (24 Wo.)AT | CH16 (26 Wo.)CH | UK8 ×2Doppelplatin · (21 Wo.)UK | US7 ×5Fünffachplatin · (31 Wo.)US | Dance1 (52 Wo.)Dance | Erstveröffentlichung: 23. Februar 2017 Verkäufe: + 9.023.333; mit Alessia Cara                |
| 2017 | Get Low Stay + • LP1                            | DE75 (1 Wo.)DE | AT54 (1 Wo.)AT | CH54 (2 Wo.)CH | UK26 Silber · (10 Wo.)UK | US91 Gold · (1 Wo.)US | Dance11 (20 Wo.)Dance | Erstveröffentlichung: 6. Juli 2017 Verkäufe: + 930.000; mit Liam Payne                        |
| 2018 | The Middle –                                    | DE15 Gold · (24 Wo.)DE | AT12 Platin · (27 Wo.)AT | CH27 (26 Wo.)CH | UK7 ×2Doppelplatin · (31 Wo.)UK | US5 ×6Sechsfachplatin · (40 Wo.)US | Dance1 (61 Wo.)Dance | Erstveröffentlichung: 23. Januar 2018 Verkäufe: + 9.910.000; mit Maren Morris & Grey          |
| 2018 | Happy Now –                                     | DE64 (10 Wo.)DE | AT64 Gold · (6 Wo.)AT | CH73 (9 Wo.)CH | UK45 Silber · (10 Wo.)UK | US90 Platin · (1 Wo.)US | Dance8 (26 Wo.)Dance | Erstveröffentlichung: 18. Juli 2018 Verkäufe: + 1.875.000; mit Elley Duhé                     |
| 2019 | 365 –                                           | DE72 (1 Wo.)DE | AT70 (1 Wo.)AT | CH59 (2 Wo.)CH | UK37 (7 Wo.)UK | US86 (1 Wo.)US | Dance7 (20 Wo.)Dance | Erstveröffentlichung: 14. Februar 2019 Verkäufe: + 285.000; mit Katy Perry                    |
| 2019 | Good Thing –                                    | — | — | — | UK92 (4 Wo.)UK | — | — | Erstveröffentlichung: 27. September 2019 Verkäufe: + 110.000; mit Kehlani                     |
| 2020 | Funny –                                         | DE— aDE | — | — | — | US— GoldUS | Dance7 (26 Wo.)Dance | Erstveröffentlichung: 12. Juni 2020 Verkäufe: + 500.000; feat. Jasmine Thompson               |
| 2020 | Inside Out –                                    | — | — | — | — | — | Dance12 (20 Wo.)Dance | Erstveröffentlichung: 23. Oktober 2020 mit Griff                                              |
| 2022 | Make You Say –                                  | — | — | — | — | — | Dance5 (… Wo.)Dance | Erstveröffentlichung: 19. August 2022 mit Beauz & Maren Morris                                |
| 2024 | Out of Time Telos                               | — | — | — | — | — | — | Erstveröffentlichung: 21. Juni 2024 feat. Bea Miller                                          |
| 2024 | Lucky Telos                                     | — | — | — | — | — | — | Erstveröffentlichung: 9. August 2024 feat. Remi Wolf                                          |
| 2024 | Automatic Yes Telos                             | — | — | — | — | — | — | Erstveröffentlichung: 11. Oktober 2024 feat. John Mayer                                       |

### Als Gastmusiker

Break Free

| Jahr | Titel Album                                   | Höchstplatzierung, Gesamtwochen, AuszeichnungChartplatzierungen (Jahr, Titel, Album, Platzierungen, Wochen, Auszeichnungen, Anmerkungen) | Höchstplatzierung, Gesamtwochen, AuszeichnungChartplatzierungen (Jahr, Titel, Album, Platzierungen, Wochen, Auszeichnungen, Anmerkungen) | Höchstplatzierung, Gesamtwochen, AuszeichnungChartplatzierungen (Jahr, Titel, Album, Platzierungen, Wochen, Auszeichnungen, Anmerkungen) | Höchstplatzierung, Gesamtwochen, AuszeichnungChartplatzierungen (Jahr, Titel, Album, Platzierungen, Wochen, Auszeichnungen, Anmerkungen) | Höchstplatzierung, Gesamtwochen, AuszeichnungChartplatzierungen (Jahr, Titel, Album, Platzierungen, Wochen, Auszeichnungen, Anmerkungen) | Höchstplatzierung, Gesamtwochen, AuszeichnungChartplatzierungen (Jahr, Titel, Album, Platzierungen, Wochen, Auszeichnungen, Anmerkungen) | Anmerkungen                                                                                   |
| Jahr | Titel Album                                   | DE | AT | CH | UK | US | Dance | Anmerkungen                                                                                   |
| ---- | --------------------------------------------- | --- | --- | --- | --- | --- | --- | --------------------------------------------------------------------------------------------- |
| 2014 | Break Free My Everything                      | DE12 Platin · (35 Wo.)DE | AT5 Platin · (29 Wo.)AT | CH15 Gold · (28 Wo.)CH | UK16 Platin · (27 Wo.)UK | US4 ×5Fünffachplatin · (22 Wo.)US | Dance1 (41 Wo.)Dance | Erstveröffentlichung: 3. Juli 2014 Verkäufe: + 8.630.000; Ariana Grande feat. Zedd            |
| 2016 | Starving Haiz (Japanese Edition)              | DE47 Gold · (22 Wo.)DE | AT31 Platin · (22 Wo.)AT | CH45 (24 Wo.)CH | UK5 ×2Doppelplatin · (36 Wo.)UK | US12 ×4Vierfachplatin · (29 Wo.)US | — | Erstveröffentlichung: 22. Juli 2016 Verkäufe: + 6.626.666; Hailee Steinfeld & Grey feat. Zedd |
| 2022 | You’ve Got to Let Go If You Want to Be Free – | — | — | — | — | — | Dance15 (5 Wo.)Dance | Erstveröffentlichung: 28. Januar 2022 Disclosure feat. Zedd                                   |
| 2022 | Follow Sentio                                 | — | — | — | — | — | Dance15 (7 Wo.)Dance | Erstveröffentlichung: 25. März 2022 Martin Garrix feat. Zedd                                  |

- Break Free

## Musikvideos
| Jahr | Titel              | Regie                                                           |
| ---- | ------------------ | --------------------------------------------------------------- |
| 2011 | Shave It           | Sean Stiegemeier                                                |
| 2012 | Slam the Door      | Justin Nizer                                                    |
| 2012 | Spectrum           | Petro & Stars, Taryn Manning & Derek Magyar                     |
| 2012 | Stache             | Roboto                                                          |
| 2012 | Clarity            | Jodeb                                                           |
| 2013 | Stay the Night     | Daniel Cloud Campos                                             |
| 2014 | Find You           | Jodeb                                                           |
| 2014 | Break Free         | Chris Marrs Piliero                                             |
| 2015 | I Want You to Know | Brent Bonacorso                                                 |
| 2015 | Beautiful Now      | Jodeb                                                           |
| 2016 | Starving           | Darren Craig                                                    |
| 2017 | Stay               | — (Version 1) Tim Mattia (Version 2)                            |
| 2017 | Get Low            | Kevin Bressler                                                  |
| 2018 | The Middle         | Chris Lowery, Dillon O’Neal (Version 1) Dave Meyers (Version 2) |
| 2018 | Happy Now          | Chris Lowery, Dillon O’Neal                                     |
| 2019 | 365                | Warren Fu                                                       |
| 2019 | Good Thing         | Warren Fu                                                       |
| 2020 | Funny              |                                                                 |
| 2020 | Inside Out         |                                                                 |
| 2022 | Make You Say       | Colin Read                                                      |

## Autorenbeteiligungen und Produktionen
Zedd als Autor und Produzent in den Charts

| Jahr | Titel Interpretation                                   | Höchstplatzierung, Gesamtwochen, AuszeichnungChartplatzierungen (Jahr, Titel, Interpretation, Platzierungen, Wochen, Auszeichnungen, Anmerkungen) | Höchstplatzierung, Gesamtwochen, AuszeichnungChartplatzierungen (Jahr, Titel, Interpretation, Platzierungen, Wochen, Auszeichnungen, Anmerkungen) | Höchstplatzierung, Gesamtwochen, AuszeichnungChartplatzierungen (Jahr, Titel, Interpretation, Platzierungen, Wochen, Auszeichnungen, Anmerkungen) | Höchstplatzierung, Gesamtwochen, AuszeichnungChartplatzierungen (Jahr, Titel, Interpretation, Platzierungen, Wochen, Auszeichnungen, Anmerkungen) | Höchstplatzierung, Gesamtwochen, AuszeichnungChartplatzierungen (Jahr, Titel, Interpretation, Platzierungen, Wochen, Auszeichnungen, Anmerkungen) | Anmerkungen                                                    |
| Jahr | Titel Interpretation                                   | DE | AT | CH | UK | US | Anmerkungen                                                    |
| ---- | ------------------------------------------------------ | --- | --- | --- | --- | --- | -------------------------------------------------------------- |
| 2012 | Spectrum A, P Zedd feat. Matthew Koma                  | DE80 (1 Wo.)DE | AT30 (10 Wo.)AT | — | — | US— PlatinUS | Erstveröffentlichung: 4. Juni 2012 Verkäufe: + 1.065.000       |
| 2012 | Beauty and a Beat A, P Justin Bieber feat. Nicki Minaj | DE53 Gold · (12 Wo.)DE | AT42 (7 Wo.)AT | CH46 (14 Wo.)CH | UK16 Platin · (21 Wo.)UK | US5 ×4Vierfachplatin · (24 Wo.)US | Erstveröffentlichung: 24. Oktober 2012 Verkäufe: + 6.120.000   |
| 2012 | Clarity A, P Zedd feat. Foxes / Medina                 | DE94 (2 Wo.)DE | — | — | UK27 Silber · (14 Wo.)UK | US8 ×6Sechsfachplatin · (33 Wo.)US | Erstveröffentlichung: 12. November 2012 Verkäufe: + 7.620.000  |
| 2013 | Stay the Night A, P Zedd feat. Hayley Williams         | DE15 Gold · (19 Wo.)DE | AT12 (17 Wo.)AT | CH56 (5 Wo.)CH | UK2 Silber · (12 Wo.)UK | US18 ×2Doppelplatin · (22 Wo.)US | Erstveröffentlichung: 10. September 2013 Verkäufe: + 3.024.000 |
| 2014 | Stay the Night A DJ Stay the Night                     | — | — | — | UK24 (2 Wo.)UK | — | Erstveröffentlichung: 27. Januar 2014                          |
| 2014 | G.U.Y. A, P Lady Gaga                                  | — | — | — | — | US76 (1 Wo.)US | Erstveröffentlichung: 28. März 2014 Verkäufe: + 123.362        |
| 2014 | Break Free A, P Ariana Grande feat. Zedd               | DE12 Platin · (35 Wo.)DE | AT5 (29 Wo.)AT | CH15 Gold · (28 Wo.)CH | UK16 Platin · (26 Wo.)UK | US4 ×3Dreifachplatin · (22 Wo.)US | Erstveröffentlichung: 3. Juli 2014 Verkäufe: + 8.630.000       |
| 2015 | I Want You to Know A, P Zedd feat. Selena Gomez        | DE39 (19 Wo.)DE | AT36 (14 Wo.)AT | CH48 (18 Wo.)CH | UK14 Silber · (8 Wo.)UK | US17 ×2Doppelplatin · (16 Wo.)US | Erstveröffentlichung: 23. Februar 2015 Verkäufe: + 2.695.000   |
| 2015 | Beautiful Now A, P Zedd feat. Jon Bellion              | — | — | — | — | US64 Platin · (14 Wo.)US | Erstveröffentlichung: 13. Mai 2015 Verkäufe: + 1.305.000       |
| 2016 | True Colors A, P Zedd feat. Kesha                      | — | — | — | UK78 (1 Wo.)UK | US74 (1 Wo.)US | Erstveröffentlichung: 29. April 2016 Verkäufe: + 52.000        |
| 2016 | Starving P Hailee Steinfeld & Grey feat. Zedd          | DE47 Gold · (22 Wo.)DE | AT31 (22 Wo.)AT | CH45 (24 Wo.)CH | UK5 ×2Doppelplatin · (36 Wo.)UK | US12 ×3Dreifachplatin · (29 Wo.)US | Erstveröffentlichung: 22. Juli 2016 Verkäufe: + 6.626.666      |
| 2017 | Stay A, P Zedd & Alessia Cara                          | DE13 Platin · (24 Wo.)DE | AT6 (24 Wo.)AT | CH16 (26 Wo.)CH | UK8 Platin · (21 Wo.)UK | US7 ×5Fünffachplatin · (31 Wo.)US | Erstveröffentlichung: 23. Februar 2017 Verkäufe: + 8.793.333   |
| 2017 | Get Low A, P Zedd & Liam Payne                         | DE75 (1 Wo.)DE | AT54 (1 Wo.)AT | CH54 (2 Wo.)CH | UK26 Silber · (10 Wo.)UK | US91 Gold · (1 Wo.)US | Erstveröffentlichung: 6. Juli 2017 Verkäufe: + 930.000         |
| 2018 | The Middle A, P Zedd, Maren Morris & Grey              | DE15 Gold · (24 Wo.)DE | AT12 (27 Wo.)AT | CH27 (26 Wo.)CH | UK7 ×2Doppelplatin · (31 Wo.)UK | US5 ×5Fünffachplatin · (40 Wo.)US | Erstveröffentlichung: 23. Januar 2018 Verkäufe: + 9.880.000    |
| 2018 | Dangerous Night P Thirty Seconds to Mars               | DE78 (1 Wo.)DE | AT53 (1 Wo.)AT | CH66 (1 Wo.)CH | — | — | Erstveröffentlichung: 25. Januar 2018 Verkäufe: + 25.000       |
| 2018 | Happy Now A, P Zedd & Elley Duhé                       | DE64 (10 Wo.)DE | AT64 (6 Wo.)AT | CH73 (9 Wo.)CH | UK45 Silber · (10 Wo.)UK | US90 Platin · (1 Wo.)US | Erstveröffentlichung: 20. Juli 2018 Verkäufe: + 1.875.000      |
| 2019 | 365 A, P Zedd & Katy Perry                             | DE72 (1 Wo.)DE | AT70 (1 Wo.)AT | CH59 (2 Wo.)CH | UK37 (7 Wo.)UK | US86 (1 Wo.)US | Erstveröffentlichung: 14. Februar 2019 Verkäufe: + 285.000     |
| 2019 | Never Really Over A, P Katy Perry                      | DE47 (10 Wo.)DE | AT29 Gold · (12 Wo.)AT | CH21 (12 Wo.)CH | UK12 Gold · (16 Wo.)UK | US15 Gold · (13 Wo.)US | Erstveröffentlichung: 31. Mai 2019 Verkäufe: + 2.535.000       |
| 2019 | Good Thing A, P Zedd & Kehlani                         | — | — | — | UK92 (4 Wo.)UK | — | Erstveröffentlichung: 27. September 2019 Verkäufe: + 110.000   |

## Promoveröffentlichungen
| Jahr | Titel Medium                                | Anmerkungen                                                                            |
| ---- | ------------------------------------------- | -------------------------------------------------------------------------------------- |
| 2011 | Scorpion Move SoundCloud                    | Erstveröffentlichung: 15. November 2011                                                |
| 2015 | I Want You to Know (Remix) Facebook/Twitter | Erstveröffentlichung: 8. April 2015 feat. Selena Gomez; auf 250.000 Downloads begrenzt |

| Jahr | Titel Album                      | Anmerkungen                                                                |
| ---- | -------------------------------- | -------------------------------------------------------------------------- |
| 2012 | Stache Clarity                   | Erstveröffentlichung: 9. Oktober 2012                                      |
| 2012 | Lost at Sea Clarity              | Erstveröffentlichung: 29. Oktober 2012 feat. Ryan Tedder                   |
| 2012 | Epos Clarity                     | Erstveröffentlichung: 19. November 2012                                    |
| 2012 | Follow You Down Clarity          | Erstveröffentlichung: 26. November 2012 feat. Bright Lights                |
| 2014 | Fall into the Sky Clarity        | Erstveröffentlichung: 23. Februar 2014 mit Lucky Date feat. Ellie Goulding |
| 2015 | Addicted to a Memory True Colors | Erstveröffentlichung: 14. April 2015                                       |
| 2015 | Bumble Bee True Colors           | Erstveröffentlichung: 10. Juli 2015 feat. Botnek                           |

## Sonderveröffentlichungen

### Alben
| Jahr | Titel Musiklabel                        | Anmerkungen                                                                                        |
| ---- | --------------------------------------- | -------------------------------------------------------------------------------------------------- |
| 2011 | Autonomy BugEyed Records                | Erstveröffentlichung: 28. März 2011 Single-Erweiterung; Verkäufe werden der Single hinzuaddiert    |
| 2011 | Shave It – The Aftershave OWSLA (WMG)   | Erstveröffentlichung: 8. November 2011 Single-Erweiterung; Verkäufe werden der Single hinzuaddiert |
| 2012 | Spectrum Interscope Records (UMG)       | Erstveröffentlichung: 31. Juli 2012 Single-Erweiterung; Verkäufe werden der Single hinzuaddiert    |
| 2013 | iTunes Session Interscope Records (UMG) | Erstveröffentlichung: 19. November 2013 Live-EP, die nur über iTunes vertrieben wurde              |

### Lieder
| Jahr | Titel Album                      | Anmerkungen                                                              |
| ---- | -------------------------------- | ------------------------------------------------------------------------ |
| 2014 | Break Free My Everything         | Erstveröffentlichung: 25. August 2014 Ariana Grande feat. Zedd           |
| 2016 | Starving Haiz (Japanese Edition) | Erstveröffentlichung: 19. August 2016 Hailee Steinfeld & Grey feat. Zedd |
| 2022 | Follow Sentio                    | Erstveröffentlichung: 29. April 2022 Martin Garrix feat. Zedd            |

| Jahr                                              | Titel Interpretation                     | Anmerkungen                            |
| ------------------------------------------------- | ---------------------------------------- | -------------------------------------- |
| 2010                                              | Nothin’ on You B.o.B feat. Bruno Mars    | Erstveröffentlichung: 20. August 2010  |
| 2010                                              | Scary Monsters and Nice Sprites Skrillex | Erstveröffentlichung: 23. Oktober 2010 |
| 2011                                              | The Time (Dirty Bit) The Black Eyed Peas | Erstveröffentlichung: 8. Januar 2011   |
| 2011                                              | Born This Way Lady Gaga                  | Erstveröffentlichung: 4. April 2011    |
| 2011                                              | Save the World Swedish House Mafia       | Erstveröffentlichung: 2. Juli 2011     |
| → Hauptartikel : Liste der Lieder von Zedd#Remixe |                                          |                                        |

| Jahr | Titel Album                                       | Anmerkungen                                        |
| ---- | ------------------------------------------------- | -------------------------------------------------- |
| 2011 | Changes Skrillex Presents Free Treats Volume: 001 | Erstveröffentlichung: 26. Mai 2011 feat. Champions |

| Jahr | Titel Soundtrack                                      | Anmerkungen                                                              |
| ---- | ----------------------------------------------------- | ------------------------------------------------------------------------ |
| 2012 | Codec Die Unfassbaren – Now You See Me                | Erstveröffentlichung: 5. November 2012                                   |
| 2013 | Into the Lair Chroniken der Unterwelt – City of Bones | Erstveröffentlichung: 23. August 2013                                    |
| 2014 | Find You Die Bestimmung – Divergent                   | Erstveröffentlichung: 26. Januar 2014 feat. Matthew Koma & Miriam Bryant |
| 2017 | Stay Du neben mir                                     | Erstveröffentlichung: 17. Mai 2017 mit Alessia Cara                      |
| 2017 | Boom Boom Pitch Perfect 3                             | Erstveröffentlichung: 15. Dezember 2017 Iggy Azalea feat. Zedd           |
| 2018 | One Strange Rock                                      | Erstveröffentlichung: 26. März 2018                                      |

## Statistik

### Chartauswertung
|                     | DE    | AT    | CH    | UK    | US    | Dance       |
| ------------------- | ----- | ----- | ----- | ----- | ----- | ----------- |
| Nummer-eins-Alben   | DE—DE | AT—AT | CH—CH | UK—UK | US—US | Dance1Dance |
| Top-10-Alben        | DE—DE | AT—AT | CH—CH | UK—UK | US1US | Dance2Dance |
| Alben in den Charts | DE1DE | AT—AT | CH1CH | UK1UK | US2US | Dance2Dance |

|                       | DE     | AT     | CH    | UK     | US     | Dance        |
| --------------------- | ------ | ------ | ----- | ------ | ------ | ------------ |
| Nummer-eins-Singles   | DE—DE  | AT—AT  | CH—CH | UK—UK  | US—US  | Dance4Dance  |
| Top-10-Singles        | DE—DE  | AT2AT  | CH—CH | UK4UK  | US4US  | Dance13Dance |
| Singles in den Charts | DE11DE | AT10AT | CH9CH | UK12UK | US12US | Dance20Dance |

|                       | DE     | AT     | CH     | UK     | US     |
| --------------------- | ------ | ------ | ------ | ------ | ------ |
| Nummer-eins-Singles   | DE—DE  | AT—AT  | CH—CH  | UK—UK  | US—US  |
| Top-10-Singles        | DE—DE  | AT2AT  | CH—CH  | UK3UK  | US5US  |
| Singles in den Charts | DE12DE | AT11AT | CH10CH | UK14UK | US14US |

|                       | DE     | AT     | CH     | UK     | US     |
| --------------------- | ------ | ------ | ------ | ------ | ------ |
| Nummer-eins-Singles   | DE—DE  | AT—AT  | CH—CH  | UK—UK  | US—US  |
| Top-10-Singles        | DE—DE  | AT2AT  | CH—CH  | UK4UK  | US5US  |
| Singles in den Charts | DE14DE | AT13AT | CH12CH | UK14UK | US15US |

### Auszeichnungen für Musikverkäufe
| Land/RegionAuszeichnungen für Musikverkäufe (Land/Region, Auszeichnungen, Verkäufe, Quellen) | Silber     | Gold       | Platin         | Diamant     | Verkäufe   | Quellen              |
| -------------------------------------------------------------------------------------------- | ---------- | ---------- | -------------- | ----------- | ---------- | -------------------- |
| Australien (ARIA)                                                                            | —          | 2× Gold2   | 54× Platin54   | —           | 3.850.000  | aria.com.au          |
| Belgien (BRMA)                                                                               | —          | Gold1      | 2× Platin2     | —           | 75.000     | ultratop.be          |
| Brasilien (PMB)                                                                              | —          | 3× Gold3   | 16× Platin16   | 6× Diamant6 | 2.080.000  | pro-musicabr.org.br  |
| Dänemark (IFPI)                                                                              | —          | 4× Gold4   | 5× Platin5     | —           | 525.000    | ifpi.dk              |
| Deutschland (BVMI)                                                                           | —          | 6× Gold6   | 2× Platin2     | —           | 1.850.000  | musikindustrie.de    |
| Finnland (IFPI)                                                                              | —          | Gold1      | —              | —           | 20.000     | Einzelnachweise      |
| Frankreich (SNEP)                                                                            | —          | 2× Gold2   | Platin1        | Diamant1    | 699.999    | snepmusique.com      |
| Italien (FIMI)                                                                               | —          | 7× Gold7   | 8× Platin8     | —           | 605.000    | fimi.it              |
| Japan (RIAJ)                                                                                 | —          | 5× Gold5   | 3× Platin3     | —           | 550.000    | riaj.or.jp JP2       |
| Kanada (MC)                                                                                  | —          | Gold1      | 38× Platin38   | —           | 3.080.000  | musiccanada.com      |
| Kolumbien (ASINCOL)                                                                          | —          | Gold1      | Platin1        | —           | 15.000     | Einzelnachweise      |
| Mexiko (AMPROFON)                                                                            | —          | 5× Gold5   | 4× Platin4     | —           | 390.000    | amprofon.com.mx      |
| Neuseeland (RMNZ)                                                                            | —          | 2× Gold2   | 22× Platin22   | —           | 682.500    | radioscope.co.nz NZ2 |
| Niederlande (NVPI)                                                                           | —          | —          | 2× Platin2     | —           | 60.000     | nvpi.nl              |
| Norwegen (IFPI)                                                                              | —          | Gold1      | 6× Platin6     | —           | 340.000    | ifpi.no              |
| Österreich (IFPI)                                                                            | —          | 4× Gold4   | 3× Platin3     | —           | 150.000    | ifpi.at              |
| Philippinen (PARI)                                                                           | —          | —          | 9× Platin9     | —           | 135.000    | Einzelnachweise      |
| Polen (ZPAV)                                                                                 | —          | Gold1      | 4× Platin4     | —           | 135.000    | olis.pl              |
| Portugal (AFP)                                                                               | —          | 2× Gold2   | 4× Platin4     | —           | 50.000     | Einzelnachweise      |
| Schweden (IFPI)                                                                              | —          | 2× Gold2   | 10× Platin10   | —           | 460.000    | sverigetopplistan.se |
| Schweiz (IFPI)                                                                               | —          | Gold1      | —              | —           | 15.000     | hitparade.ch         |
| Singapur (RIAS)                                                                              | —          | 3× Gold3   | —              | —           | 15.000     | rias.org.sg          |
| Spanien (Promusicae)                                                                         | —          | 5× Gold5   | 3× Platin3     | —           | 260.000    | elportaldemusica.es  |
| Südkorea (KMCA)                                                                              | —          | —          | —              | —           | 3.362      | Einzelnachweise      |
| Vereinigte Staaten (RIAA)                                                                    | —          | 5× Gold5   | 39× Platin39   | —           | 41.552.000 | riaa.com             |
| Vereinigtes Königreich (BPI)                                                                 | 3× Silber3 | Gold1      | 10× Platin10   | —           | 7.704.000  | bpi.co.uk            |
| Insgesamt                                                                                    | 3× Silber3 | 65× Gold65 | 246× Platin246 | 7× Diamant7 |            |                      |